# Nāna
Nāna är en ort i Indien.   Den ligger i distriktet Pāli och delstaten Rajasthan, i den nordvästra delen av landet, 600 km sydväst om huvudstaden New Delhi. Nāna ligger 363 meter över havet och antalet invånare är 10 298.
Terrängen runt Nāna är platt. Runt Nāna är det ganska tätbefolkat, med 199 invånare per kvadratkilometer. Närmaste större samhälle är Pindwāra, 16,1 km sydväst om Nāna. Trakten runt Nāna består till största delen av jordbruksmark.